# Édouard Boubat

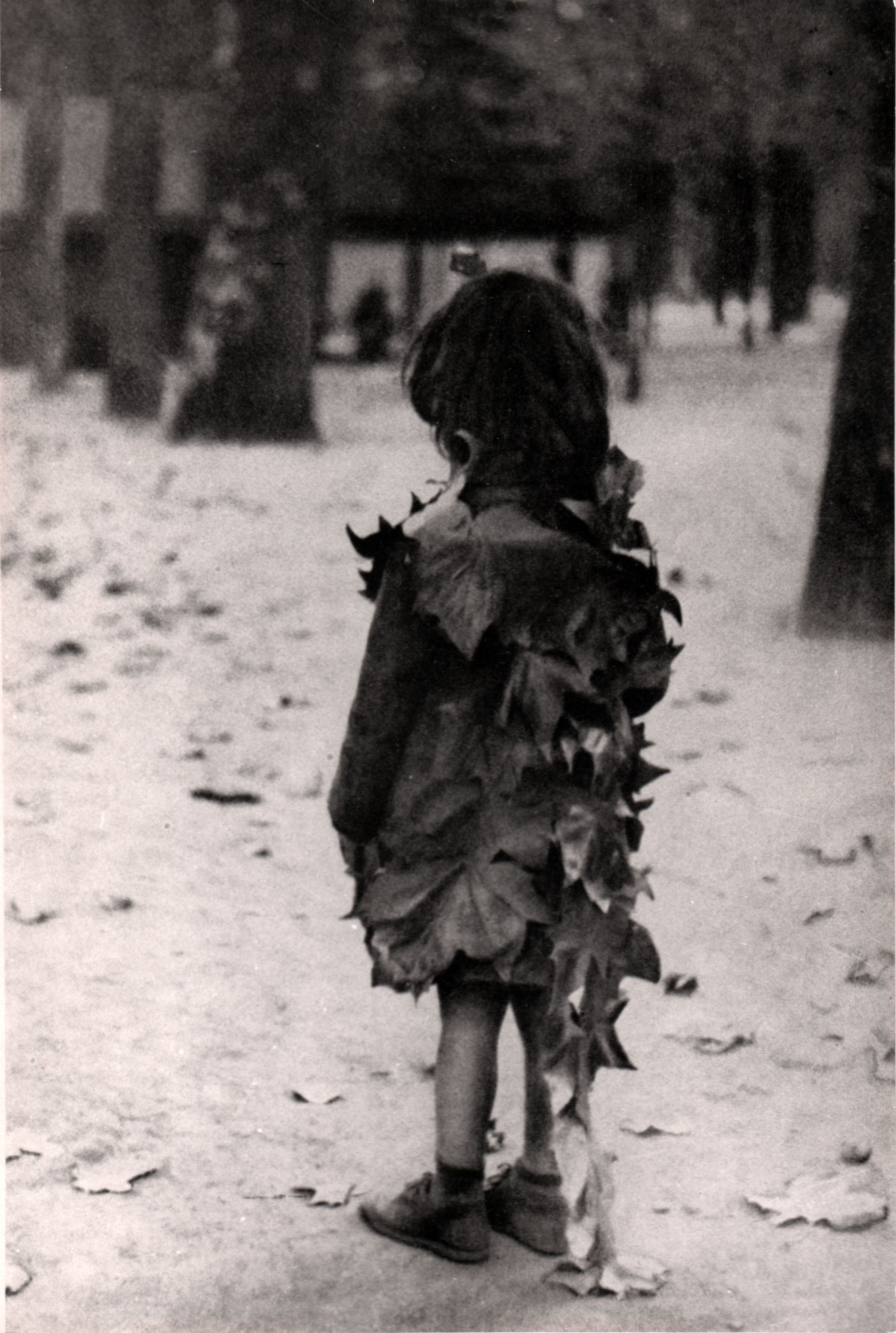
La petite fille aux feuilles mortes i Jardin du Luxembourg, Paris, 1947

Édouard Boubat, född 13 september 1923 i Paris i Frankrike, död 30 juni 1999 i Paris, var en fransk konstfotograf. 
Édouard Boubat var son till en kock i den franska armén. Han utbildade sig 1937–1942 i typografi och grafisk teknik vid École Estienne i Paris och arbetade först på ett tryckeri. År 1943 tvingades han av den tyska ockupationsmakten till två års tvångsarbete i en fabrik i Leipzig i Tyskland. År 1946 köpte han en 6x6 Rolleiflex-kamera och tog sitt första fotografi. Han fick Kodak-priset året efter för “La Petite Fille aux Feuilles Mortes”, som han tog i Luxembourgträdgården i Paris och som hade visats på Boubets första utställning, Salon International de la Photographie, organiserad av Bibliothèque nationale de France. År 1949 fick han tillsammans med Robert Doisneau Bibliothèque nationales pris. 
Édouard Boubat var 1951–1967 fotograf för den franska tidskriften Réalités och var senare från 1969 frilansfotograf. Den franske poeten Jacques Prévert kallade honom "fredskorrespondent". 
Han levde under perioden maj 1945 till slutet av 1949 tillsammans med Lella, som också var hans favoritmodell. Han var far till Bernard Boubat, som också blev fotograf.
År 1961 fick Édouard Boubat den tyska David Octavius Hill-medaljen och 1988 Hasselbladpriset.

## Bildgalleri

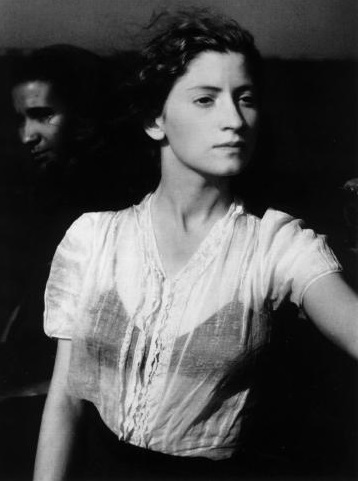
Lella, 1947
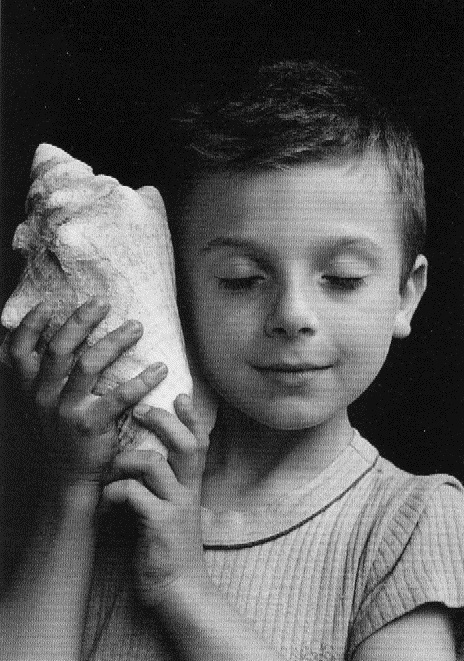
Remi lyssnar på havet 1995